# یانیس کرومینش
یانیس کرومینش (انگلیسی: Jānis Krūmiņš؛ ۳۰ ژانویهٔ ۱۹۳۰ – ۲۰ نوامبر ۱۹۹۴) بازیکن بسکتبال اهل اتحاد جماهیر شوروی سوسیالیستی بود.
وی در مسابقات کشوری و بین‌المللی در مجموع برندهٔ ۳ مدال طلا، ۳ مدال نقره شده‌است.